# Valeriana sphaerocarpa
Valeriana sphaerocarpa är en kaprifolväxtart som beskrevs av Rodolfo Amando Philippi. Valeriana sphaerocarpa ingår i släktet vänderötter, och familjen kaprifolväxter. Inga underarter finns listade i Catalogue of Life.